# Дубнічка (село)
Дубнічка — село в окрузі Бановці-над-Бебравою Банськобистрицького краю Словаччини. Станом на грудень 2015 року в селі проживало 118 людей.

## Географія
Протікають Брадлянський потік і Дубнічка..

## Населення
| Рік:            | 1994. | 2004.    | 2014.    | 2024.   |
| --------------- | ----- | -------- | -------- | ------- |
| Кількість осіб: | 91    | 75       | 118      | 123     |
| Різниця:        |       | -17,58 % | +57,33 % | +4,23 % |

| Рік:            | 2023. | 2024.   |
| --------------- | ----- | ------- |
| Кількість осіб: | 124   | 123     |
| Різниця:        |       | -0,80 % |